# قيصوم كبير الأوراق
القيصوم الكبير الأوراق (باللاتينية: Achillea macrophylla) نوع نباتي عشبي يتبع جنس القيصوم من الفصيلة النجمية.